# Saint-Omer (Pas-de-Calais)
Saint-Omer település Franciaországban, Pas-de-Calais megyében. Lakosainak száma 14 358 fő (2022. január 1.). Saint-Omer Tilques, Nieurlet, Saint-Momelin, Arques, Clairmarais, Longuenesse, Saint-Martin-lez-Tatinghem, Salperwick és Serques községekkel határos.

## Fekvése
Calais-tól 40 km-re, Dunkerque-től délre, a 43-as út mellett fekvő település.

## Története

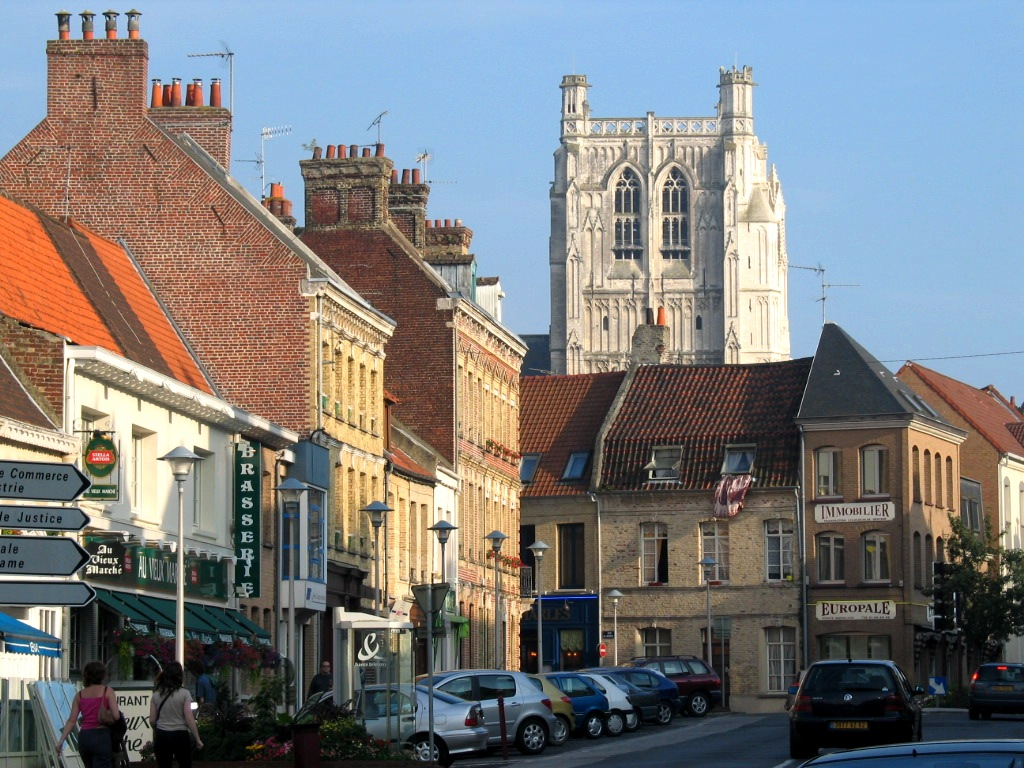
Saint-Omer, városközpont látképe

Az arisztokratikus, alacsony flamand jellegű polgárházakkal hangulatossá tett 18 000 körüli lakosú település
az Aa folyócska partján fekszik.
Városfalait még az 1800-as évek végén lerombolták ugyan, de óvárosa festői hangulatot áraszt. A falmaradványok közelében a város legszebb emlékei közé tartozik a Notre-Dame. A késő gótikus stílusban épült templom méreteit és képzőművészeti alkotásait figyelembe véve Flandria egyik legszebb temploma.
A templom szentélykörüljárójának 8. század-i síremléke alatt Saint Erkembode nyugszik. A főhajóban pedig a Saint Omer-sír található. A jobb oldali kereszthajóban pedig a 8. században készült Csodatevő Madonna szobra áll.
A katedrálistól északra van a Henri Dupuis Múzeum, mely értékes természettudományos gyűjteményt őriz.
Tőle keletre, a rue Gambettán álló Bibliothèque több mint 350.000 kötet könyve mellett 1600 értékes kéziratot, köztük 120 ősnyomtatványt őriz és mutat be, közöttük a híres Mazarin Bibliát is.
A város keleti felében álló egykori apátsági templom romjainál áll Suger apát szobra, aki e város szülötte volt.

## Nevezetességek
- Notre Dame
- Henri Dupuis Múzeum

## Galéria

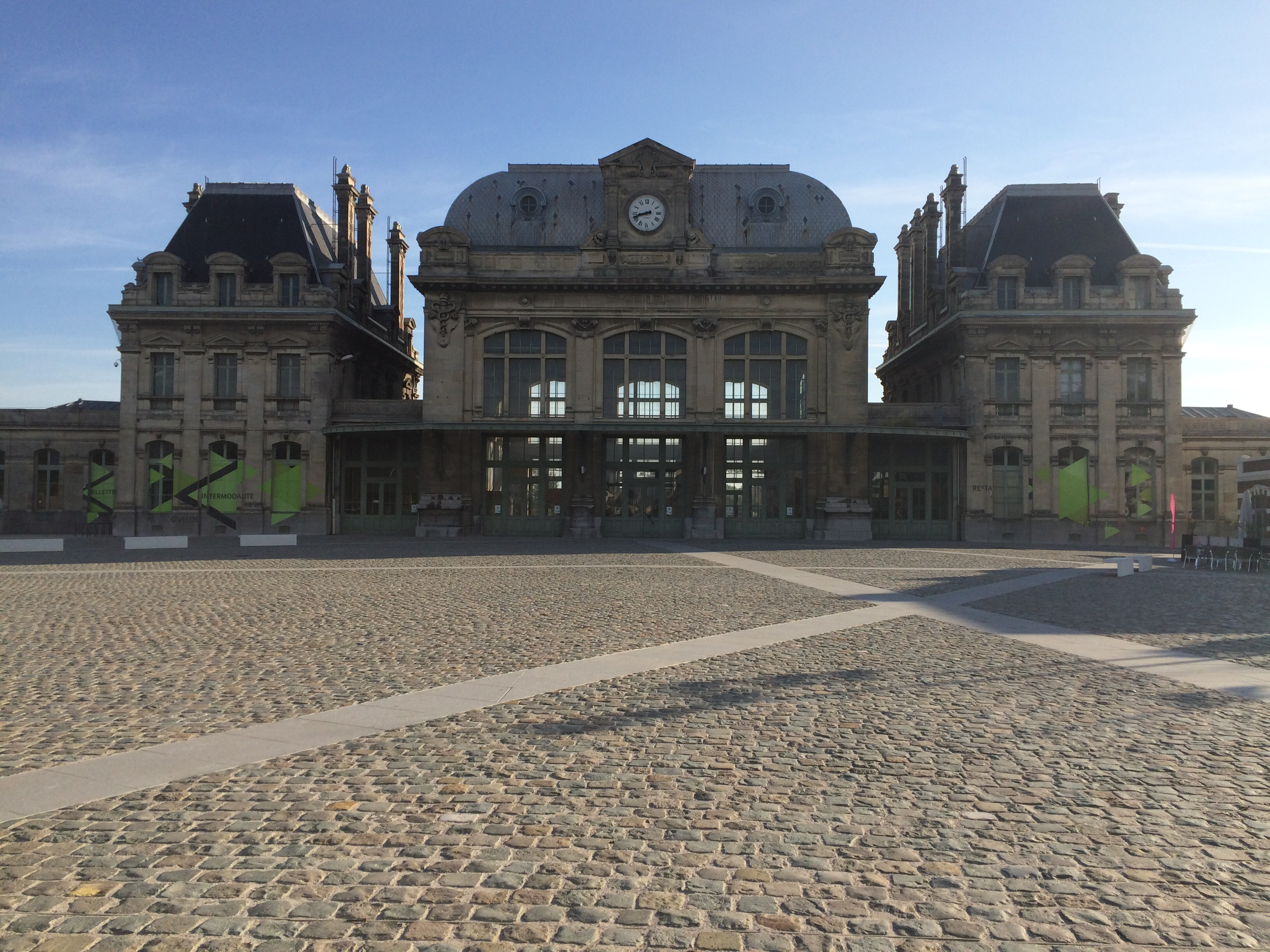
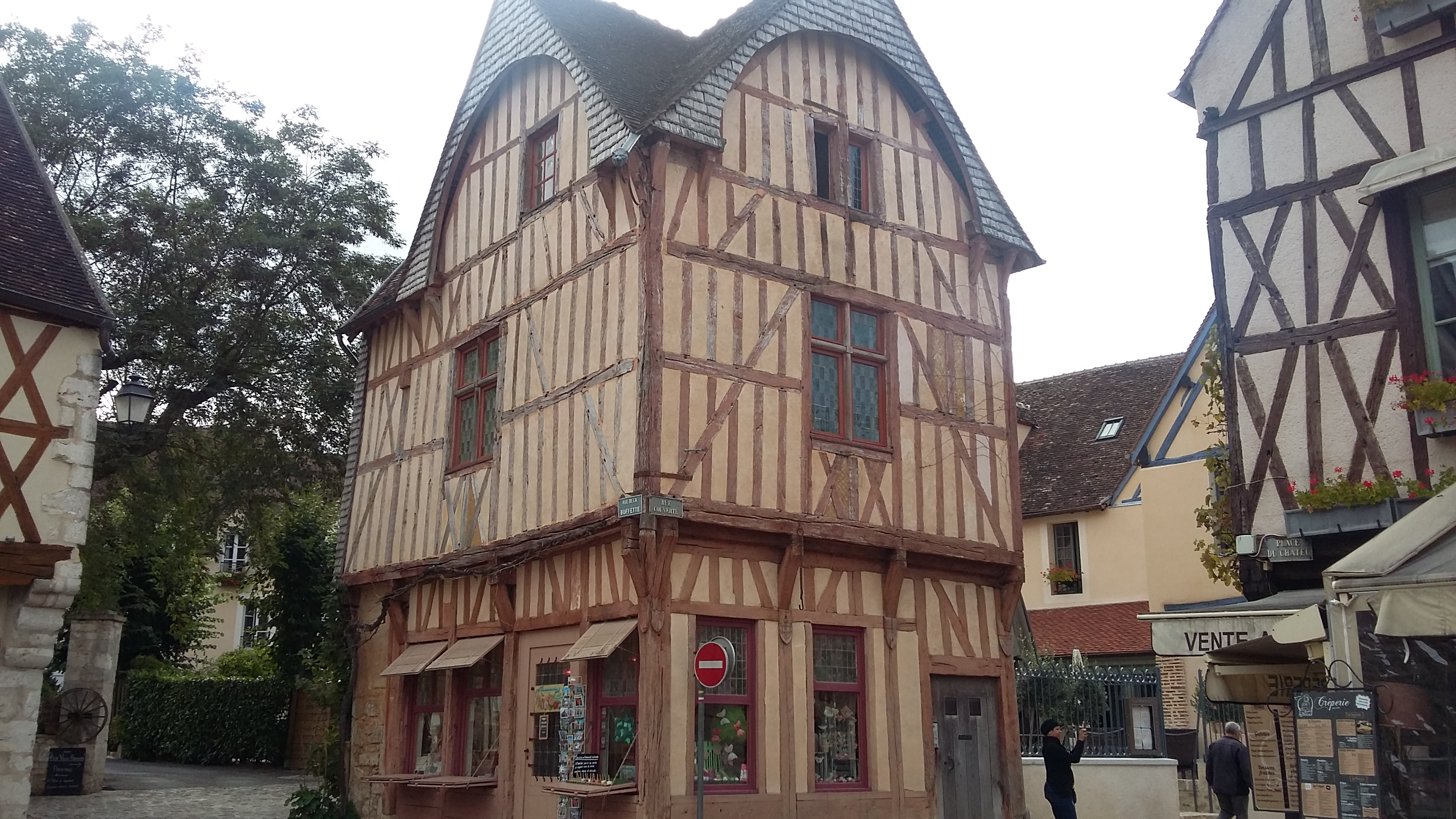
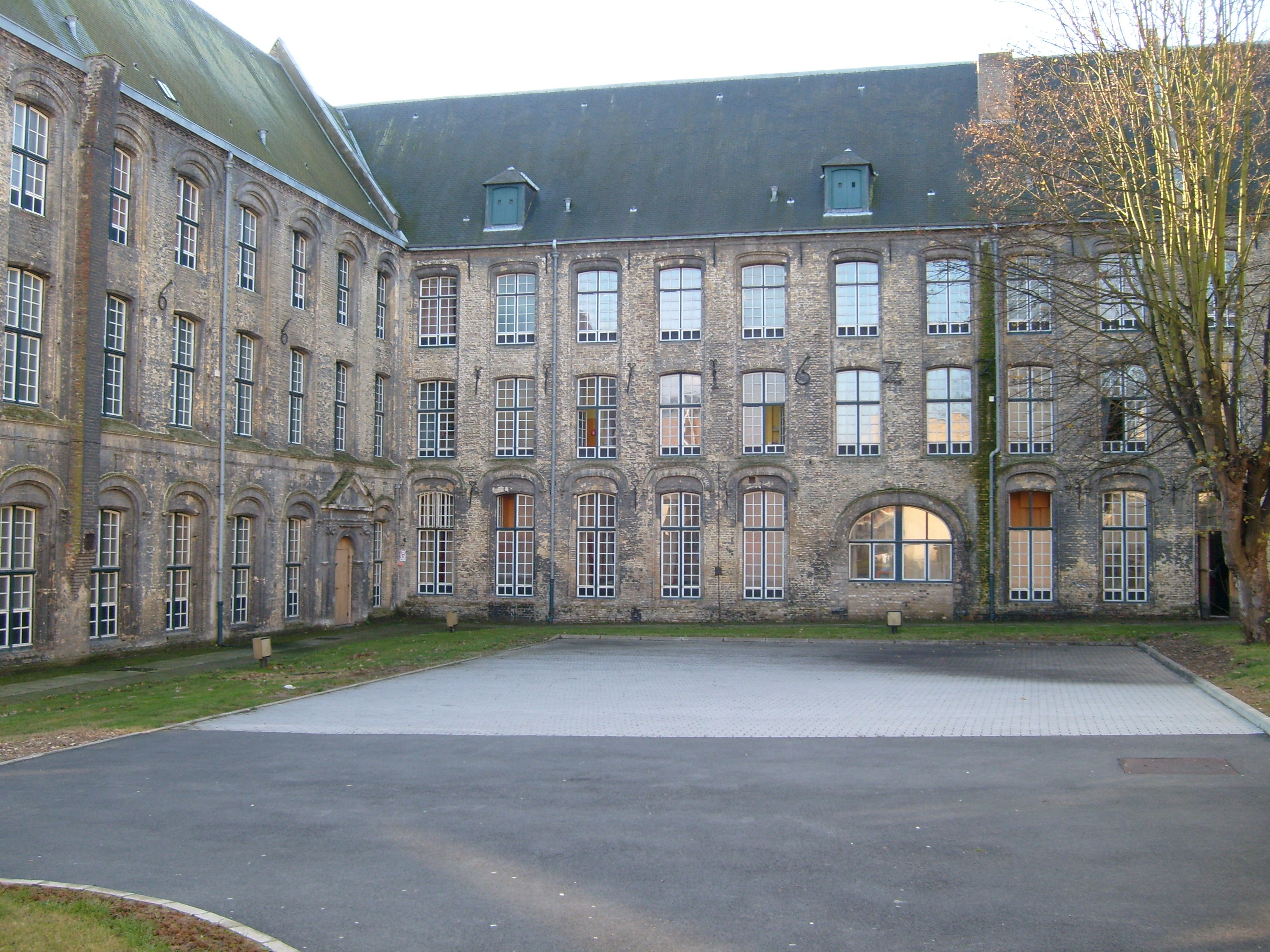
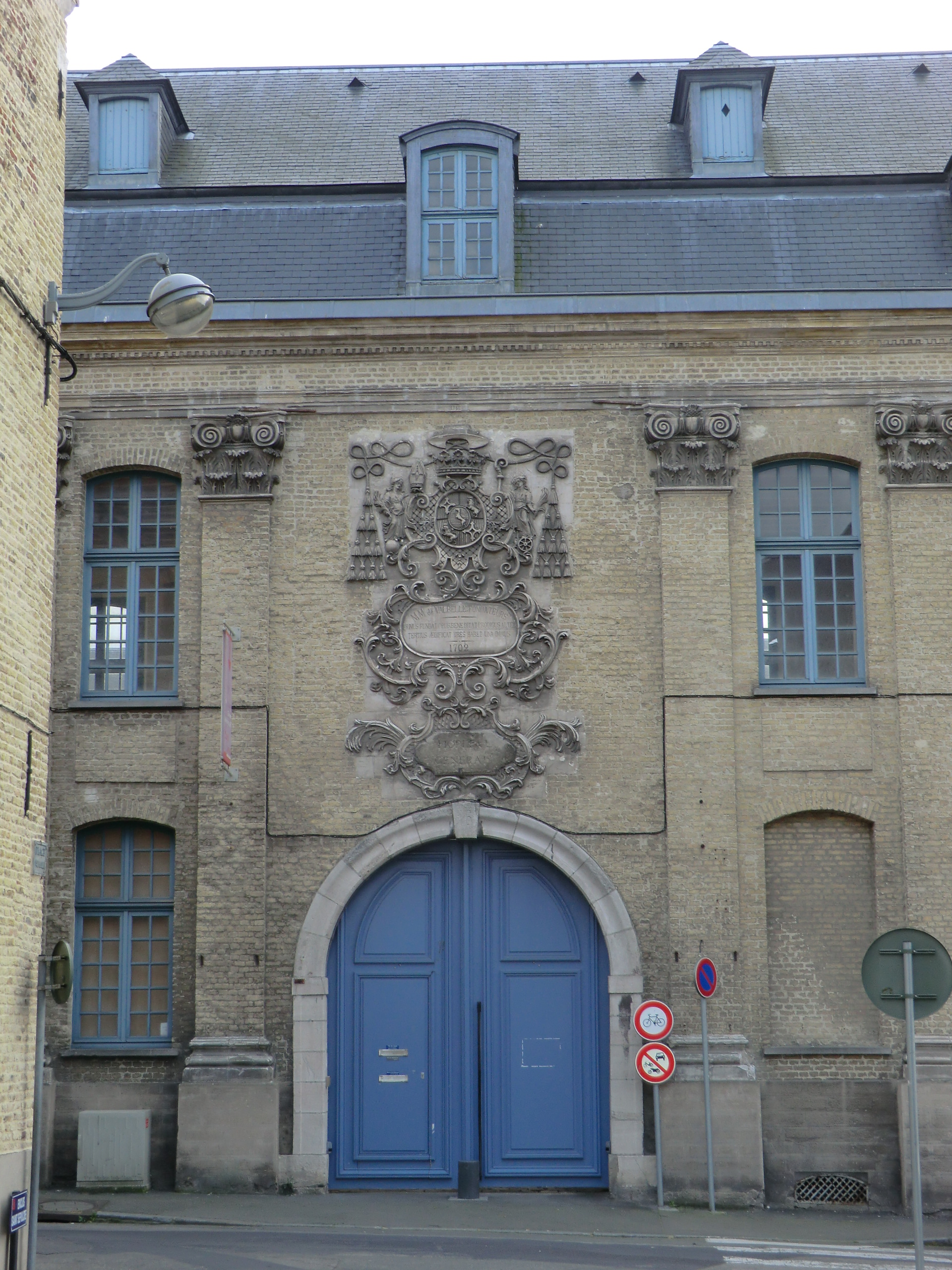
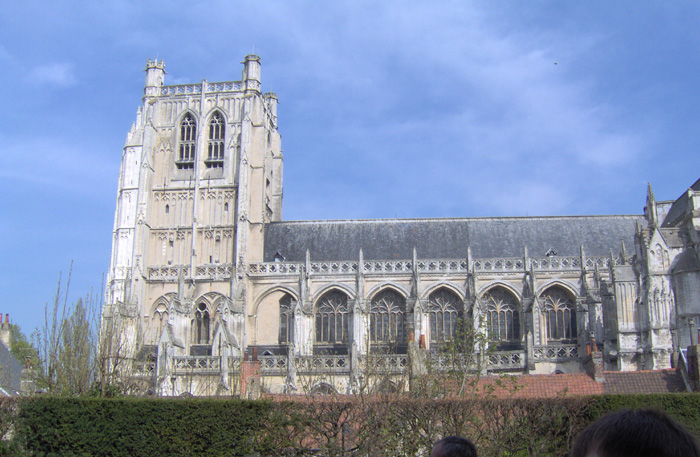
A katedrális
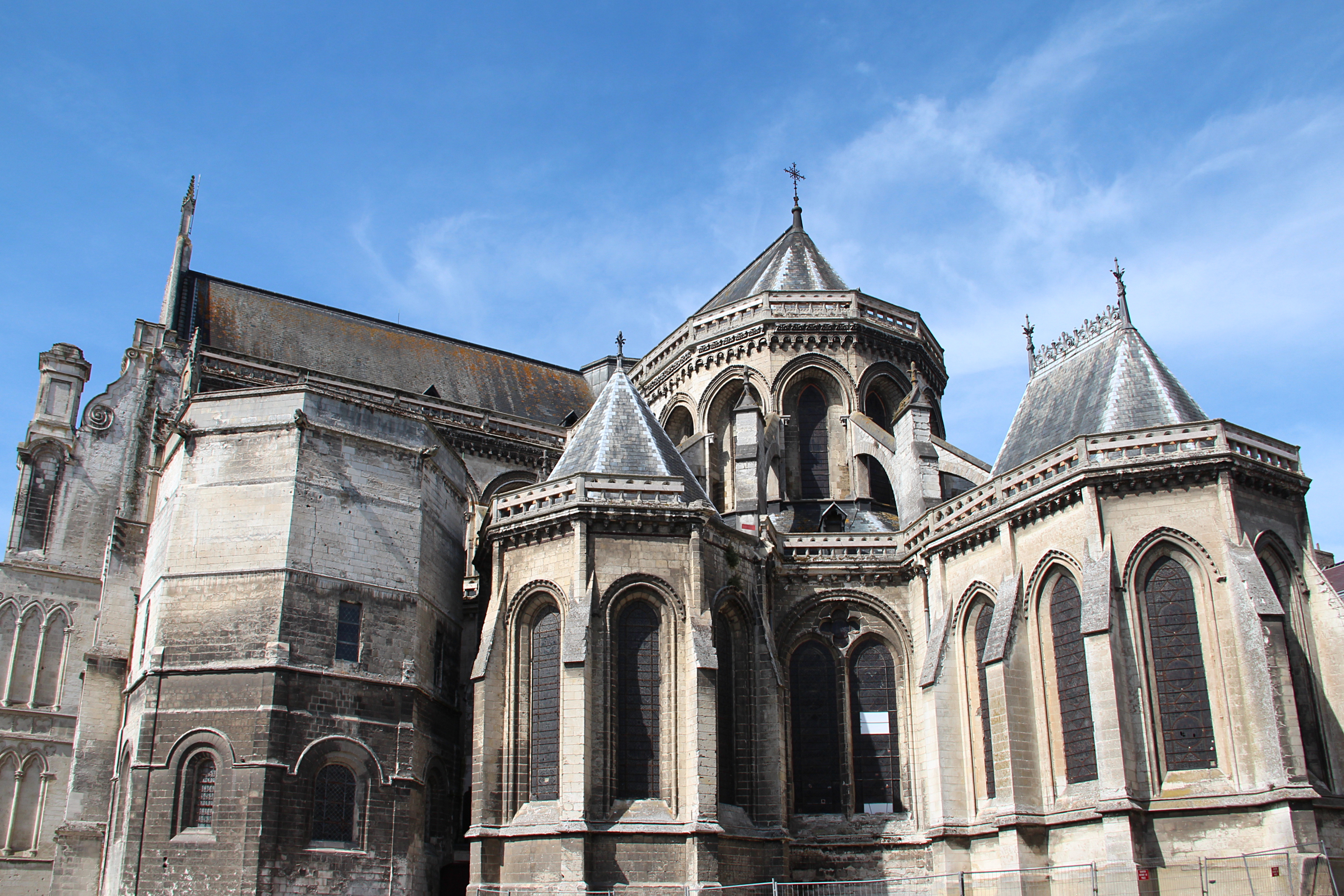
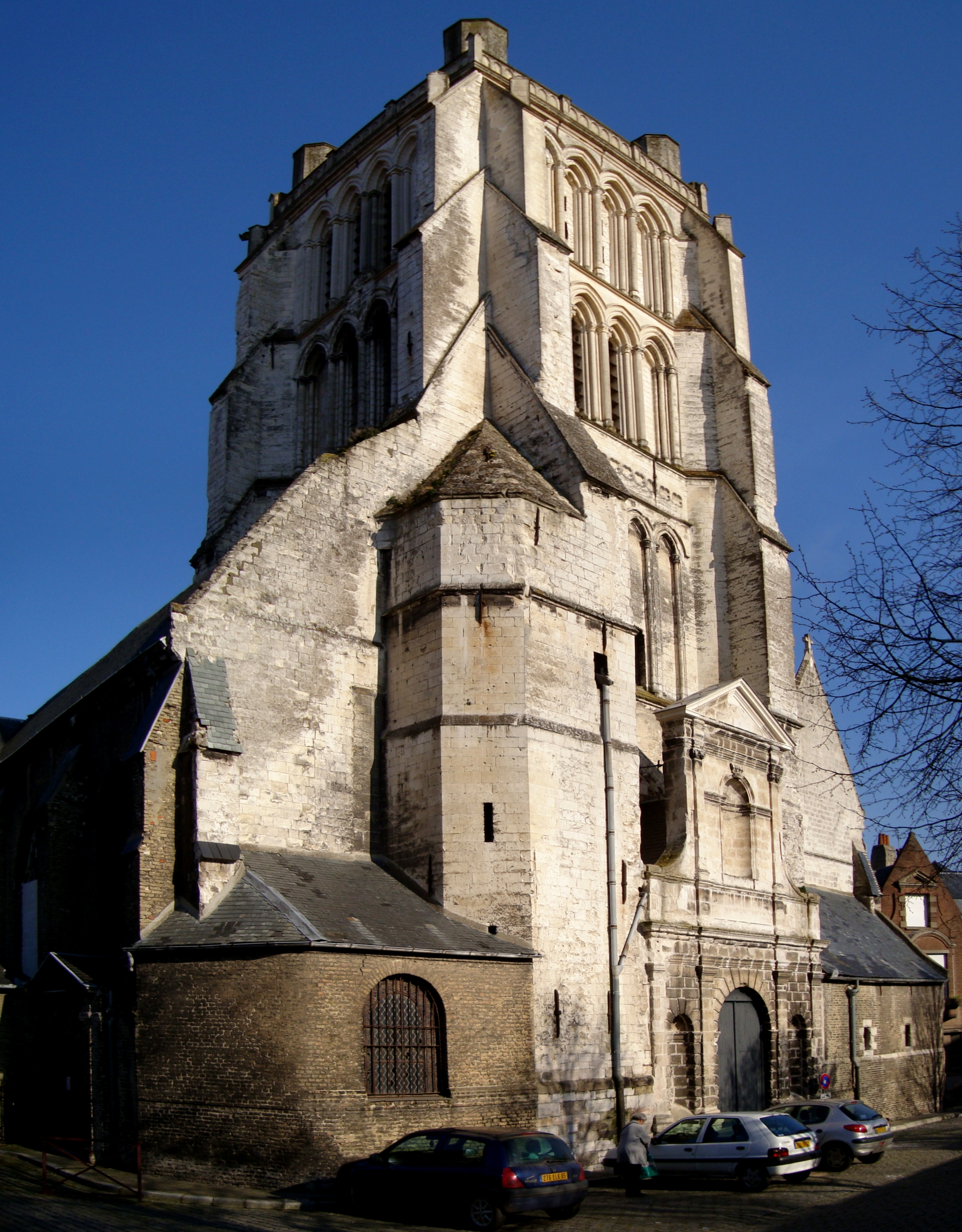
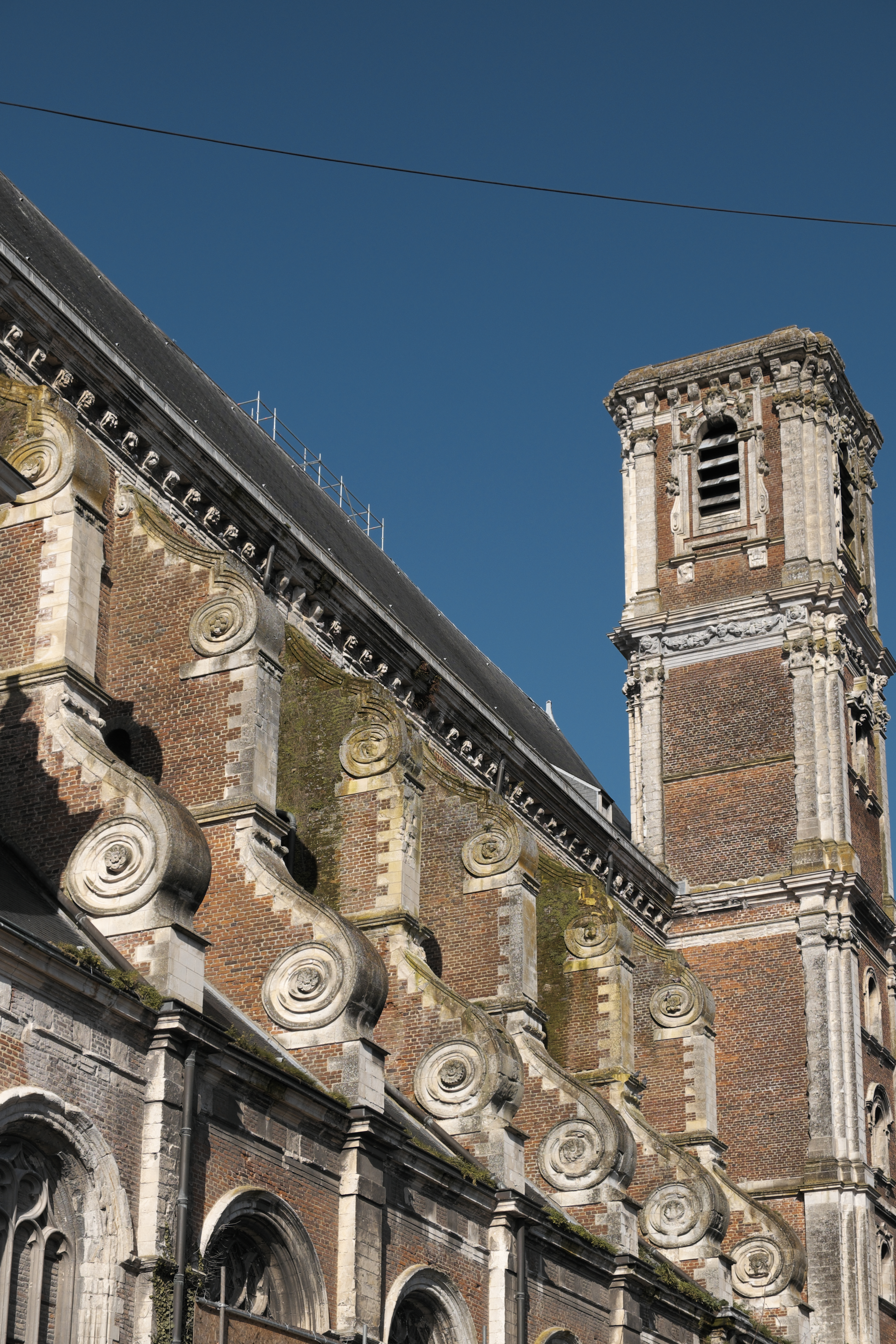
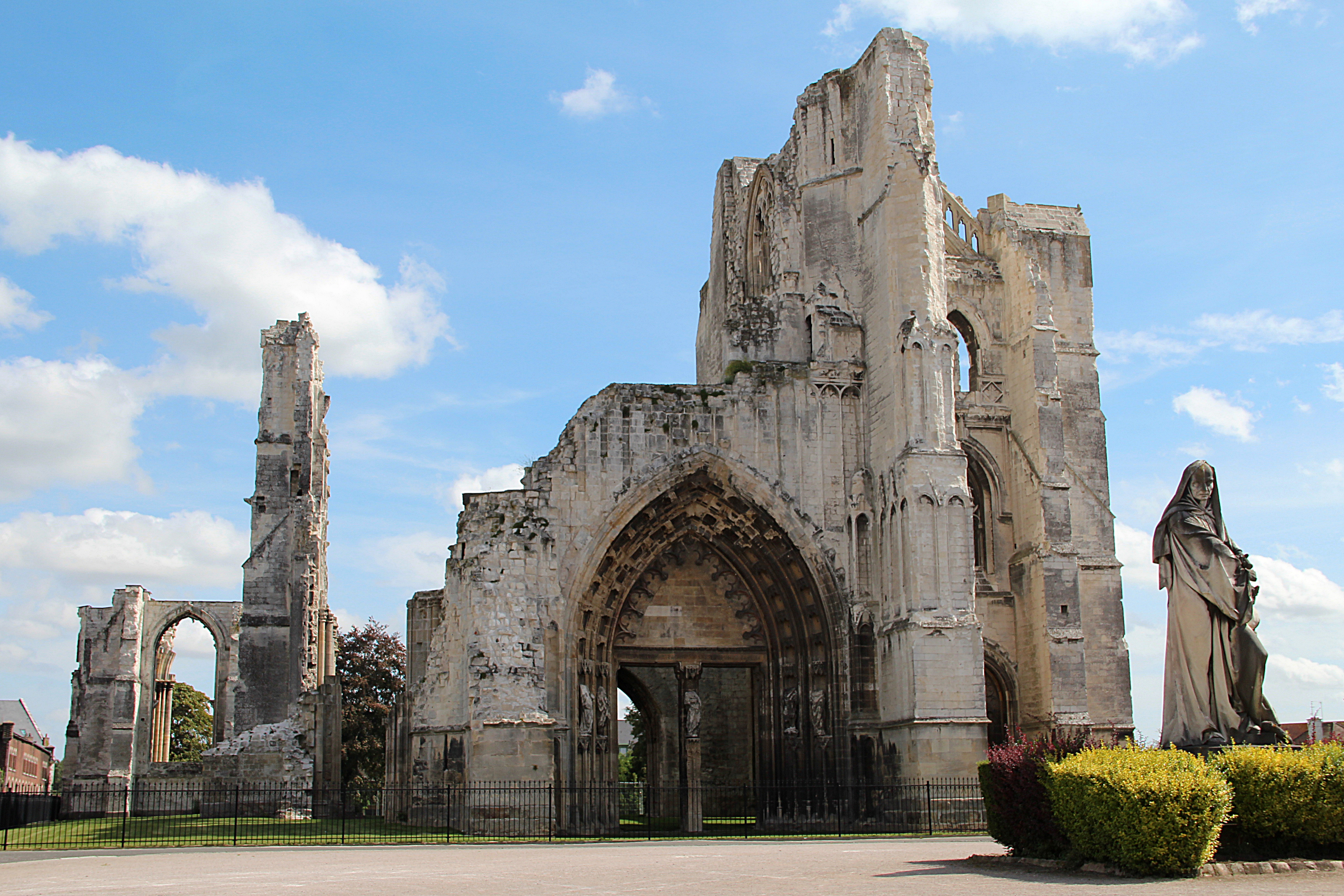